# Xenosaurus rackhami
Espèce
Synonymes
- Xenosaurus grandis rackhami Stuart, 1941

Xenosaurus rackhami est une espèce de sauriens de la famille des Xenosauridae.

## Répartition
Cette espèce se rencontre au Chiapas au Mexique et au Guatemala.

## Étymologie
Cette espèce est nommée en l'honneur d'Horace H. Rackham (1858-1933).

## Publication originale
- Stuart, 1941 : A new species of Xenosaurus from Guatemala. Proceedings of the Biological Society of Washington, vol. 54, p. 47-48 (texte intégral).